# Royal (Iowa)
Royal est une ville du comté de Clay, situé en Iowa, États-Unis. La population était de 202 habitants lors du recensement de 2000.

## Géographie
Royalest située à 43° 03′ 50″ N, 95° 17′ 05″ O.
Selon le bureau de recensement des États-Unis, la ville a une aire totale de 0,8 km², entièrement sur la terre.